# Mustafa Balizade
Mustafa ef. Balizade (ponegdje i kao Mustafa ef. Bali-Zade) (?, 1580. – 1585. – Istanbul, 1662.), bio je 51. šejh-ul-islam u Osmanskom Carstvu.

## Životopis
O datumu i mjestu rođenja Mustafe Balizadea ne postoje podatci, ali se pretpostavlja da je rođen između 1580. – 1585. Na osnovi podataka koje je dala u javnost Gazi Husrev-begova knjižnica u Sarajevu, saznajemo da se njegovo ime prvi put spominje 1603. godine, kada je počeo sakupljati zbirku fetva pod nazivom Mīzān el-Fetāvā. Njegov otac, Mustafa ef. bio je imam u jednoj od istanbulskih džamija, dok o djetinjstvu Mustafa ef. Balizade ne postoje nikakvi podatci. Završio je visoke škole o čemu svjedoči njegova položaj profesora u školi Sahn-i Seman u Istanbulu. Pisao je na arapskom i turskom jeziku. Godine 1656. izabran je za šejh-ul-islama, ali je već godinu dana poslije (1657.) s te dužnosti smijenjen. Umro je u Istanbulu, 1662. godine, gdje je i pokopan.
Mustafa ef. Balizade je bio jedan od dva Bošnjaka, koja su u Osmanskom Carstvu izabrana na dužnost šejh-ul-islama.

## Djela
- Mīzān el-Fetāvā

## Vanjske poveznice
- Historija Foče: Šejhul-islam Mustafa ef. Bali-Zade (Balić)  Arhivirana inačica izvorne stranice od 23. rujna 2019. (Wayback Machine)
- Mustafa Efendi, Bâlîzâde
- Gazi Husrev-begova knjižnica: Fond rukopisa